# ضمضم بن زرعة
ضمضم بن زرعة أحد رواة الحديث النبوي، هو ضمضم بن زرعة بن ثوب الحضرمي الحمصي، قال المزي وقال عثمان بن سعيد الدارمي عن يحيى بن معين: ثقة، وقال أبو حاتم الرازي: ضعيف، وقال أحمد بن محمد بن عيسى صاحب تاريخ الحمصيين: ضمضم بن زرعة بن مسلم بن سلمة بن كهيل الحضرمى لا بأس به، وذكره ابن حبان في كتاب الثقات، وقال أبو القاسم في تاريخ دمشق: ضمضم بن زرعة قيل إنه ابن ثوب فإن كان أبو زرعة بن ثوب فهو دمشقي مقرائي وعندي أن ضمضمًا حضرمي من أهل حمص، روى له أبو داود وابن ماجة في التفسير، ونقل ابن خلفون عن عبد الله بن نمير توثيقه، روى الحديث عن شريح بن عبيد الحضرمي، وروى عنه إسماعيل بن عياش ويحيى بن حمزة الحضرمي.